# Педроя, Дастин
Дастин Луис Педроя (англ. Dustin Luis Pedroia, род. 17 августа 1983 года) — американский профессиональный бейсболист, играющий на позиции игрока второй базы в клубе Главной лиги бейсбола «Бостон Ред Сокс». В 2007 году Педроя стал новичком года АЛ, а уже в следующем году самым ценным игроком АЛ. Он также обладатель награды Серебряная бита 2008 года и Золотая ловушка 2008, 2011 и 2013 годах.

## Профессиональная карьера

### Низшие лиги
Педроя был выбран на драфте МЛБ 2004 года клубом «Бостон Ред Сокс» под общим 65 номером. Педроя стал восьмым шорт-стопером, выбранным на драфте и после подписание контракта получил бонус в размере 75 000 долларов. За два года в низших лигах процент отбивания Педрои составил 30,8 %, и он выступал на позициях игрока второй базы и шорт-стопа.

### Главная лига бейсбола

#### 2012 год
28 мая порвал мышцу большого пальца правой руки. После пропуска шести игр он решил вернуться в состав клуба, но 3 июля он вновь травмировал тот же палец и был переведён в список травмированных.
26 сентября 2012 года в матче против «Тампа Бэй Рейс» Педроя совершил кражу 100-й базы в своей карьере.
30 сентября Педроя сломал безымянный палец на левой руке, однако решил продолжить играть с травмой и принял участие в последней в сезоне серии на стадионе «Янки».

## Личная жизнь
У Дастина и его жены Келли трое сыновей: Дилан Педроя (р. 18.08.2009), Коул Педроя (р. 13.09.2012) и Брукс Педроя (р. 13.06.2014).